# José Figueiredo Seixas

Autógrafo de José de Figueiredo Seixas, no manuscrito do seu Tratado da Ruação (Biblioteca Nacional de Portugal)

José Figueiredo Seixas (Viseu, ? – Porto, 1773) foi um pintor, arquiteto e urbanista português. Foi também professor, tradutor da obra de Andrea Pozzo e autor de dois tratados: a Arte de Edificar e o Tratado de Ruação, o qual é considerado a mais significativa obra de urbanismo portuguesa da época. Começou a trabalhar como pintor fresquista sob a orientação de Nicolau Nasoni na Sé do Porto, em 1734, e nos anos seguintes na Igreja dos Clérigos e na Capela Nova em Vila Real, em 1745. Ainda nesta fase, é-lhe atribuída a autoria da capela do Solar de Mateus, de 1743, e da fachada da Capela Nova, de 1753, ambas em Vila Real e muito influenciadas pelas obras de Nasoni. Em 1756 exerce no Porto e professa na Ordem Terceira do Carmo. A ordem encomenda-lhe em 1756 o desenho da fachada da Igreja do Carmo, obra que introduz no Porto o vocabulário rococó de influência francesa e alemã. Em 1759, a Venerável Irmandade de Nossa Senhora da Lapa encomenda-lhe o projeto para a Igreja da Lapa, já com construção iniciada, em substituição do projeto do pintor Glama Stroberle. Na mesma década projeta também diversos edifícios residenciais, aproveitando o surto de construção pombalino.